# لا بوينتي (كاليفورنيا)
لا بوينتي (بالإنجليزية: La Puente)‏ هي إحدى مدن مقاطعة لوس أنجليس، كاليفورنيا. تم إعطاءها لقب مدينة في 1 أغسطس، 1956.

## التركيبة السكانية
حدّد مكتب تعداد الولايات المتحدة بيانات التركيبة السكانية للا بوينتي في تعداد الولايات المتحدة. في ما يلي، التركيبة السكانية حسب تعدادي 2000 و2010.

### تعداد عام 2000
بلغ عدد سكان لا بوينتي 41,063 نسمة بحسب تعداد عام 2000، وبلغ عدد الأسر 9,461 أسرة وعدد العائلات 8,182 عائلة مقيمة في المدينة. في حين سجلت الكثافة السكانية 4,557.5 نسمة لكل كيلومتر مربع (11,803.9/ميل2). وبلغ عدد الوحدات السكنية 9,660 وحدة بمتوسط كثافة قدره 1,072.1 لكل كيلومتر مربع (2,776.7/ميل2).
وتوزع التركيب العرقي للمدينة بنسبة 39.11% من البيض و1.96% من الأمريكيين الأفارقة و1.28% من الأمريكيين الأصليين و7.16% من الأمريكيين ذوي الأصول الآسيوية و0.17% من سكان جزر المحيط الهادئ و45.14% من الأعراق الأخرى و5.19% من عرقين مختلطين أو أكثر و83.10% من الهسبانيون أو اللاتينيون من أي عرق.
بلغ عدد الأسر 9,461 أسرة كانت نسبة 61.1% منها لديها أطفال تحت سن الثامنة عشر تعيش معهم، وبلغت نسبة الأزواج القاطنين مع بعضهم البعض 60.4% من أصل المجموع الكلي للأسر، ونسبة 17.9% من الأسر كان لديها معيلات من الإناث دون وجود شريك، بينما كانت نسبة 8.3% من الأسر لديها معيلون من الذكور دون وجود شريكة وكانت نسبة 13.5% من غير العائلات. تألفت نسبة 10.1% من أصل جميع الأسر من عدة أفراد يعيشون في نفس المنزل ونسبة 4.4% كانت تتألف من شخص يعيش بمفرده يبلغ من العمر 65 عاماً أو أكثر. وبلغ متوسط حجم الأسرة المعيشية 4.34، أما متوسط حجم العائلات فبلغ 4.48.
بلغ العمر الوسطي للسكان 27.7 عاماً. وكانت نسبة 33.8% من القاطنين تحت سن الثامنة عشر، وكانت نسبة 11.6% بين الثامنة عشر والرابعة والعشرين عاماً، ونسبة 31% كانت واقعةً في الفئة العمرية ما بين الخامسة والعشرين والرابعة والأربعين عاماً، ونسبة 15.9% كانت ما بين الخامسة والأربعين والرابعة والستين، ونسبة 7.7% كانت ضمن فئة الخامسة والستين عاماً فما فوق. يوجد لكل 100 أنثى 100.2 ذكر، ويوجد لكل 100 أنثى في الثامنة عشر من عمرها فما فوق 98.9 ذكر.
بلغ متوسط دخل الأسرة في المدينة 41,222 دولارًا، أما متوسط دخل العائلة فبلغ 41,079 دولارًا. وكان متوسط دخل الذكور 26,381 دولارًا مقابل 22,018 دولارًا للإناث. وسجل دخل الفرد الخاص بالمدينة 11,336 دولارًا. وكانت نسبة 16.3% من العائلات ونسبة 18.9% من السكان تحت خط الفقر، وكان من هؤلاء نسبة 25.3% تحت سن الثامنة عشر ونسبة 9.3% في الخامسة والستين من العمر وما فوق.

### تعداد عام 2010
بلغ عدد سكان لا بوينتي 39,816 نسمة بحسب تعداد عام 2010، وبلغ عدد الأسر 9,451 أسرة وعدد العائلات 8,121 عائلة مقيمة في المدينة. في حين سجلت الكثافة السكانية 4,419.1 نسمة لكل كيلومتر مربع (11,445.4/ميل2). وبلغ عدد الوحدات السكنية 9,761 وحدة بمتوسط كثافة قدره 1,083.4 لكل كيلومتر مربع (2,806.0/ميل2).
وتوزع التركيب العرقي للمدينة بنسبة 49.37% من البيض و1.40% من الأمريكيين الأفارقة و1.08% من الأمريكيين الأصليين و8.43% من الأمريكيين ذوي الأصول الآسيوية و0.11% من سكان جزر المحيط الهادئ و35.96% من الأعراق الأخرى و3.66% من عرقين مختلطين أو أكثر و85.13% من الهسبانيون أو اللاتينيون من أي عرق.
بلغ عدد الأسر 9,451 أسرة كانت نسبة 54.9% منها لديها أطفال تحت سن الثامنة عشر تعيش معهم، وبلغت نسبة الأزواج القاطنين مع بعضهم البعض 56.8% من أصل المجموع الكلي للأسر، ونسبة 19.3% من الأسر كان لديها معيلات من الإناث دون وجود شريك، بينما كانت نسبة 9.8% من الأسر لديها معيلون من الذكور دون وجود شريكة وكانت نسبة 14.1% من غير العائلات. تألفت نسبة 10.5% من أصل جميع الأسر من عدة أفراد يعيشون في نفس المنزل ونسبة 5% كانت تتألف من شخص يعيش بمفرده يبلغ من العمر 65 عاماً أو أكثر. وبلغ متوسط حجم الأسرة المعيشية 4.21، أما متوسط حجم العائلات فبلغ 4.34.
بلغ العمر الوسطي للسكان 31.5 عاماً. وكانت نسبة 28.7% من القاطنين تحت سن الثامنة عشر، وكانت نسبة 11.7% بين الثامنة عشر والرابعة والعشرين عاماً، ونسبة 28.8% كانت واقعةً في الفئة العمرية ما بين الخامسة والعشرين والرابعة والأربعين عاماً، ونسبة 21.6% كانت ما بين الخامسة والأربعين والرابعة والستين، ونسبة 9.2% كانت ضمن فئة الخامسة والستين عاماً فما فوق. وتوزع التركيب الجنسي للسكان بنسبة 49.9% ذكور و50.1% إناث.

## أعلام
- كارلوس باسكوال
- جيفري غارسيا

## الموقع الجغرافي
الموقع الجغرافي للمناطق المحيطة بهذه النقطة هو كالتالي: